# صراع الكارين
حرب الكارين هي نزاع مسلح في ولاية كاين، في ميانمار (المعروفة سابقًا باسم ولاية كارين، بورما). وُصف الصراع بأنه أحد «أطول الحروب الأهلية في العالم».
يقاتل قوميو كارين من أجل قيام دولة مستقلة تدعي كاتولي منذ عام 1949 اشترك العديد من مختلف المقاتلين في الصراع الذي دام أكثر من سبعين عامًا، وكان أكثر المقاتلين تأثيرًا اتحاد كارين الوطني وجيش كارين الوطني للتحرير الوطني(كي إن إل إيه) والتاتمادو، قوات ميانمار المسلحة. نزح مئات الآلاف من المدنيين خلال النزاع، وفر 200 ألف منهم إلى تايلاند المجاورة وما زالوا محتجزين في مخيمات اللاجئين.

## شعب الكارين
يعتبر شعب الكارين من أكبر مجموعات الأقليات العرقية في ميانمار. يبلغ تعداد الكارين ما بين 5 إلى 7 ملايين نسمة ويوجد حوالي عشرين لهجة مختلفة معترف بها منها ساغا وبيو كارين وهما الأكثر انتشارًا. ومن مجموعات الكارين الأخرى هناك الكاياه، وبوي، وكايان، وبري، وبا أوه، و بعض المجموعات الفرعية الأخرى. واللغة الكارينية جزء من اللغات التبتية البورمية التي هي فرع من اللغات الصينية التبتية.
من المتفق عليه عمومًا أن شعب الكارين بدأو بالوصول إلى ما يعرف اليوم باسم بورما حوالي عام 500 قبل الميلاد.[بحاجة لمصدر] يُعتقد أن الكارين قدموا مما يُعرف اليوم باسم منغوليا وسافروا جنوباً عبر ثلاثة وديان نهرية : وادي ميكونغ، ووادي منطقة أيياروادي، ووادي سالوين. تتضمن تقاليد الكارين خمس أساطير شفوية تشرح عن أصولهم. كلمة «كارين» مشتقة من لغة شعوب التاي وأسماء بورمية مختلفة لمصطلح جماعي يشير إلى ناس موجودين في الغابة والجبال. لم يستخدم مصطلح كارين أبدًا من قبل الأشخاص الذين يطلق عليهم هذا المصطلح اليوم. ولم يوجد هذا المصطلح حتى القرن التاسع عشر عندما أطلق المبشرون المسيحيون القادمون من أمريكا وضباط الاستعمار البريطاني على هؤلاء الناس اسم «الكارين».
الكارين ليسوا مجموعة متجانسة. فلا تشترك المجموعات المختلفة من الكارين ضمن ممالك بورما قبل الاستعمار أو الإمبراطورية الاستعمارية البريطانية، بالتاريخ نفسه. شغل بعض الكارين مناصب وزراء في الممالك المتحضرة مثل مملكة بيغو في القرن السادس عشر. طورت مجموعات الكارين الأخرى طريقة للعيش في الغابات المتاخمة لتايلاند وما زال بعض شعوب الكارين يتبع أسلوب الحياة هذا. حوالي 20٪ من شعوب الكارين مسيحيون، في حين أن 75٪ منهم بوذيون. هنالك نسبة صغيرة من الكارين أرواحيون، والأقلية الصغيرة الموجودة في دلتا أنهار الأراضي المنخفضة، الذين يسمون بـ«الكارين السود»، مسلمون. يشكل السكان الناطقون بـلهجة ساغا حوالي 80 ٪ من إجمالي الكارين وغالبيتهم بوذيون. يعيش المتحدثون بلهجة بّي دبليو أو كارين في سهول بورما الوسطى والدنيا واندمجوا في النظام الاجتماعي المهيمن للمون عبر التاريخ. كان لهؤلاء «المون-كارين» تاليينغ كايين أو مكانة خاصة وكانوا جزءًا أساسيًا من حياة بلاط مون. استُوعب الباما كايين أو الكارين المتحدثين بلهجة ساغا في المجتمع البورمي أو دفعهم السكان البورميون إلى الجبال المتاخمة لتايلاند في شرق وجنوب شرق بورما. طور الكارين الذين يعيشون في التلال الشرقية لبورما المسماة دونا رينج و تلال تناسيرم المتاخمة لتايلاند مجتمعهم وتاريخهم المميزين. طورت مجتمعات الكارين التي عاشت في التلال أسلوبًا لحياة الكفاف.
يعيش اليوم حوالي ثلاثة ملايين من الكارين في دلتا نهر أيياروادي وقد طوروا مجتمعًا حضريًا قائمًا على زراعة الأرز. مجتمعات شعوب كارين منفصلة دينياً ولغوياً وثقافياً ومشتتة جغرافياً. زعم بعض العلماء أنه لا وجود لل«كارين».

## الحقبة الاستعمارية
تعود جذور اندلاع صراع الكارين إلى فترة الاستعمار البريطاني. في القرن التاسع عشر تم تنصير بعض قبائل الكارين من سكان التلال على يد المبشرين الأمريكيين. استغل البريطانيون، خلال غزو بورما في القرن التاسع عشر، العداء الموجود بين البرماويون والكارين. ساعد شعب الكارين الجيوش البريطانية في الحروب الأنجلو بورمية. في الوقت نفسه، كان المبشرون الأمريكيون هم من جعلوا الكارين المتحدثين لهجة ساغا مسيحيين وساعدوا الكارين في الصعود إلى مناصب أعلى في المجتمع البورمي. طور الكارين المسيحيون علاقة موالية مع النظام البريطاني. من خلال تعليمهم الديانة المسيحية، تعلم الكارين اللغة الإنجليزية وكيفية القراءة و الكتابة. أدت هذه العملية إلى سيادة الطابع الكاريني على يد الهيئة الإدارية الاستعمارية البريطانية. كان لاستبعاد العرق البورمي من الجيش وهيئات الدولة الاستعمارية الأخرى تأثير كبير على مقاومة البورميين للدولة الاستعمارية.

### المنظمات السياسية في كارين
كانت كارين أول مجموعة عرقية في بورما تؤسس منظمات سياسية. بالفعل في عام 1840 أسست اتفاقية كارين المعمدانية (كي بي سي). دربت هذه المنظمة المسيحية شعب الكارين في المؤتمرات التي قصدها الكارينيين الذين نادرا ما غادروا قريتهم. تأسست منظمة كارين السياسية الأولى في عام 1881 وحملت اسم جمعية كارين الوطنية (كي إن إيه). هدفت جمعية كارين الوطنية إلى تمثيل جميع الكارين مهما كانت لغتهم، أو دينهم، أو مكانهم. لكن منذ البداية، سيطر الكارين المسيحيون على جمعية كارين الوطنية. لم يتأسس الجناح البوذي لجمعية كارين البوذية الوطنية (بي كي إن إيه) حتى عام 1939. وقد طورت كي إن إيه علاقات وثيقة مع البريطانيين فيما أسست بي كي إن إيه علاقاتٍ مع البورميين. ساعدت كي إن إيه الجيش البريطاني في الحرب الأنجلو بورمية الأخيرة في عام 1886. قاوم البوذيون بالمتحدثين لهجة بّي دبليو أو جهود الكارين المسيحيين لتمثيلهم في أي منظمة سياسية. كان هناك أيضًا الكارينيين المتحدثين بلهجة بّي دبليو أو الذين مثلتهم جمعية كارين الوطنية وكانوا أعضاءً فيها.
أصبحت كي إن إيه منظمةً سياسيةً مهمة في بورما الاستعمارية. في العشرينات من القرن الماضي، اكتسبت حركة كارين القومية (وفي الوقت نفسه الحركة القومية البورمية) زخماً. قام الدكتور سان سي. بو، وهو محامٍ من العرق الكاريني تلقى تعليمه في الغرب، بالإعلان على الملأ عن هدف الكارين بإنشاء دولتهم الخاصة في عام 1928. في العام نفسه، كتب سو ثا آي جي وهو عضو في جمعية كارين الوطنية، النشيد الوطني لكارين. في عام 1937، ابتُكر علم الكارين، ممثلًا بالتالي شعوب كارين كأمة. حددت الحكومة الاستعمارية يوم تدشين هذا العلم كعطلة عامة. من خلال هذا الحدث، أيدت الحكومة الاستعمارية البريطانية رؤية الكارين لتاريخهم. عرّف الكارين أنفسهم بأنهم أول سكان بورما. كان لهذا الادعاء نتائج سياسية مختلفة في بورما الحديثة.
تطورت جمعية كارين الوطنية لتصبح اتحاد كارين الوطني أو كي إن يو في فبراير عام 1947، قبل عام واحد من الاستقلال. شمل ميثاق اتحاد كارين الوطني لعام 1947، جميع الكارين، مهما تكن المجموعة الفرعية، أو الدين، أو اللغة، على غرار ميثاق جمعية كارين الوطنية لعام 1881. في عام 1947 شكل اتحاد كارين الوطني الجناح المسلح لاتحاد كارين الوطني، جيش التحرير الوطني لكارين أو كي إن إل إيه. عمل اتحاد كارين الوطني - جيش التحرير الوطني لكارين بمثابة حكومة لمدة نصف قرن. قاموا بإدارة منطقة ما يعرف بدولة كارين بشكل عملي كحكومة، وتضمن ذلك جباية الضرائب.
لم يدعم غالبية الكارين نزاعًا مسلحًا أبدًا ولم ينضموا أبدًا إلى الكفاح المسلح لاتحاد كارين الوطني - جيش التحرير الوطني لكارين. نادراً ما كانت المناطق التي يسيطر عليها اتحاد كارين الوطني ذات أغلبية كارينية. في الواقع، عاش معظم شعب الكارين خارج الأراضي التي يهيمن عليها اتحاد كارين الوطني في العقود الستة الماضية. لطالما كانت هذه الحقيقة هي المشكلة الرئيسية لتوحيد الكارين في دولة موحدة للكارين.
كان الهيكل التنظيمي لاتحاد كارين الوطني ناجحًا للغاية لدرجة أن الجماعات المتمردة الأخرى في بورما قلدته. كانت كل وحدة من وحدات اتحاد كارين الوطني مكتفية ذاتيًا. لم تكن الوحدات المسلحة فحسب مكتفية ذاتيًا، بل كانت المستشفيات والمدارس كذلك أيضًا. تكمن قوة هذه الاستراتيجية في أنه من الصعب إزالة مثل هذه الحركة لأنها واسعة الانتشار وليس لها مركز. كانت نقطة ضعف وعيب اتحاد كارين الوطني هو أن وحدات اتحاد كارين الوطني واجهت مشكلة في الحصول على المساعدة من وحدات اتحاد كارين الوطني المجاورة.